# ماريو ضد دونكي كونغ 2: مارش أوف ذا مينيز
ماريو ضد دونكي كونغ 2: مارش أوف ذا مينيز (بالإنجليزية: Mario vs. Donkey Kong 2: March of the Minis)‏ هي تكملة للعبة ماريو ضد دونكي كونغ على الـ غيم بوي أدفانس، صدرت عام 2006، وهي تكملة للعبة دونكي كونغ على الـ غيم بوي، على الرغم من توجهها أكثر إلى الألغاز، إلا أن التحكم في ميني ماريوز أفضل من تحكم ماريو نفسه. تتميز اللعبة أيضًا بعودة بولين، التي كان آخر ظهور لها في لعبة دونكي كونغ عام 1994، وهي نسخة محسنة من لعبة دونكي كونغ الأصلية على غيم بوي. ويتميز باتصال نينتندو واي فاي كونيكشن. تتميز مجموعة ألعاب محطة دي أس داونلود 3 بعرض قصير للعبة. هذه هي لعبة ماريو السادسة لـ نينتندو دي أس. تم إصدار تكملة بعنوان ماريو ضد دونكي كونغ: مينيز مارش أغين في يونيو 2009؛ إنه متاح للتنزيل عبر خدمة دي إس آي واير مقابل 800 نقطة نينتندو.
في 6 أكتوبر 2016، تم إصدار اللعبة على نينتندو إي شوب على الـ فرتشول كونسول لجهاز الـ وي يو.

## أسلوب اللعب
بدلاً من التحكم باستخدام دي باد، تستخدم لعبة ماريو ضد دونكي كونغ 2: مارش أوف ذا مينيز شاشة تعمل باللمس للتحكم في ميني ماريوز بنفس طريقة ليمينغز. للتحرك، يجب على اللاعب استخدام القلم لتحويل اتجاه ميني-ماريو لتحريكه في هذا الاتجاه. يؤدي التمرير السريع إلى دخول الأنابيب أو صعود السلالم أو جعلها تقفز. يؤدي التمرير عبر ميني ماريو إلى اليسار أو اليمين إلى تحركهم في هذا الاتجاه، كما يؤدي التمرير سريعًا لأسفل إلى دخولهم في أنبوب أسفل أقدامهم. النقر مرة واحدة يؤدي إلى توقفهم. تقوم لوحة دي باد وأزرار الوجه بتحريك الكاميرا (على سبيل المثال، تحريك الكاميرا لأعلى X و X)، وفي مراحل دونكي كونغ، يؤدي الضغط على L و R إلى ظهور خط مؤقتًا يوضح المسار الذي سيتخذه ميني ماريو الذي تم إطلاقه. لا يبدأ المؤقت حتى ينقل اللاعب الكتل أو ينقر على ميني ماريو. ومع ذلك، يمكن للاعب تحريك المصاعد وتغيير اتجاه الأنابيب أو أحزمة النقل واستكشاف المستوى دون بدء الموقت.
تتكون اللعبة من ثمانية عوالم، أو طوابق، كل منها به تسعة مستويات، أو غرف، ولعبة صغيرة، ومرحلة دونكي كونغ. بالإضافة إلى هذه المستويات، يوجد السقف، الذي يتكون بالكامل من مرحلة دونكي كونغ النهائية، والطابق السفلي، الذي يتكون من مرحلتين رئيسيتين إضافيتين لا يمكن الوصول إليها إلا من خلال كسب 40 نجمة فضية و 40 نجمة ذهبية، بإجمالي 80 نجمة. عندما تدخل سلسلة من ميني ماريوز الباب في النهاية، يحدث التحرير والسرد، وهذا يعني 1000 للأول، و 2000 للثانية، و 4000 للثالث، وما إلى ذلك. إذا كانت المرحلة تحتوي على ميني ماريو الذهبي وهي النهاية من السلسلة، تتضاعف نقطة المكافأة. على سبيل المثال، إذا كان هناك اثنان من ميني ماريوز عاديين وميني ماريو ذهبي في مرحلة ما، ودخلوا بهذا الترتيب، فستكون النقاط على النحو التالي: 1000، 2000، 8000. في نهاية كل غرفة، اللاعب يتم احتساب النتيجة مع 100 نقطة لكل ثانية متبقية. قد يربح اللاعب أيضًا أي مجموعة من ثلاث مكافآت: أول مينيز، مما يعني أن كل ميني ماريو وصل إلى الباب؛ سلسلة مثالية، مما يعني أنه لم يكن هناك فاصل بين ميني ماريوز عند دخول الباب؛ ولا للوقوف "NonStop"، مما يعني أنه لم يتم إيقاف ميني ماريو واحد على الأقل من خلال النقر باستخدام القلم (التوقف على المصاعد أو انتظار المنصات لا تفسد هذه المكافأة). هناك ثلاث ميداليات، أو نجوم، يمكن ربحها عند تلبية متطلباتهم؛ البرونز والفضة والذهب.
يوجد في كل غرفة بطاقات وعملات معدنية. سيؤدي جمع البطاقات التسع الموجودة في الأرضية إلى توضيح ميني ماريو وفتح اللعبة المصغرة لهذا الطابق. تتضمن اللعبة المصغرة النقر على شاي غايز عند خروجهم من الأنابيب وتجنب Bob-Ombs التي تظهر أحيانًا أيضًا. هناك نوعان من العملات المعدنية: صغيرة وكبيرة. العملات المعدنية الصغيرة تساوي 50 نقطة والعملات الكبيرة تساوي 500. جمع العملات سيساعد بالتأكيد في تحقيق النتيجة المطلوبة للنجمة الذهبية.
تلعب مراحل دونكي كونغ بشكل مختلف قليلاً عن اللعبة الرئيسية. في هذه المراحل، تُظهر الشاشة السفلية مدفعًا محملًا بميني ماريو، وحزام يتحرك عليه المدفع، وزرًا يسمى Shoot يجب على اللاعب النقر عليه لإطلاق ميني ماريو. تُظهر الشاشة العلوية ضرباتك المتبقية، والتي تعتمد على عدد ميني ماريوز الذي قاده اللاعب إلى الباب في جميع أنحاء الطابق بأكمله، وضربات دونكي كونغ المتبقية، والتي تبدأ دائمًا عند ستة، وموقع دونكي كونغ، والأشياء التي يحتاج اللاعب إلى ضربها باستخدام ميني ماريو من أجل إلحاق الضرر به. إذا اصطدم ميني ماريو بجانب دونكي كونغ، فسيؤدي ذلك إلى إلحاق الضرر به أيضًا. الطريقة الوحيدة لتخسر صحتك هي إذا أصيب ميني ماريو بجسم ما أو إذا كسره دونكي كونغ. تختلف حركة دونكي كونغ باختلاف المرحلة. في بعض الأحيان، يشبه الأمر لعبة الصَدَفة حيث توجد ثلاثة مواقع يمكن أن يظهر فيها ويمكنك إلى حد ما تخمين المكان بناءً على النمط. في الآخرين، يكون على منصة متأرجحة تقتل ميني ماريو إذا اصطدمت ميني ماريو بها. تتضمن مرحلة دونكي كونغ في الطابق 8 الانتقال بين الكروم. بمجرد أن يضرب اللاعب دونكي كونغ ست مرات، تنتهي المرحلة ويتم احتساب النتيجة مع 100 نقطة لكل ثانية متبقية و 1000 نقطة لكل ميني ماريو الناجي. تم تصميم مراحل دونكي كونغ الثلاث الإضافية على غرار المراحل في لعبة أركيد دونكي كونغ الأصلية.

### منطقة البناء
تتضمن اللعبة ميزة كان من المفترض تضمينها في لعبة دونكي كونغ بلس الملغية. يمكن للاعب إنشاء المستويات وتحميلها لاسلكيًا أو عبر نينتندو واي فاي كونيكشن ليتمكن الأصدقاء من اللعب. لكل طابق مكتمل في اللعبة الرئيسية، يتم فتح المجموعة المقابلة الخاصة به للاستخدام في منطقة البناء. بالإضافة إلى ذلك، عندما يكمل اللاعب الألعاب المصغرة لأول 3 طوابق و 6 طوابق وجميع الطوابق الثمانية، يتم إلغاء قفل المجموعات الخاصة 1 و2 و3، على التوالي. يمكن للاعب حفظ ما يصل إلى 8 مستويات خاصة به، وتنزيل ما يصل إلى 24 مستوى من إعداد أصدقائه. تشبه المجموعات الخاصة مجموعة Pipe Works Kit وToadstool Castle Kit وJungle Hijinks Kit، مع موسيقى مماثلة باستثناء المجموعة الأولى التي تلعب إصدارًا مختلفًا من مجموعة Mushroom Mayhem. الفرق الآخر هو أن اللاعب يحرك ميني تود وميني بيتش وميني دونكي كونغ على التوالي، بدلاً من ميني ماريو.

## الحبكة
افتتح اللعبة مع الافتتاح الكبير لمدينة الملاهي «سوبر ميني ماريو ورلد» المبنية على الألعاب الميكانيكية الناجحة للغاية التي طورتها شركة ألعاب ميني ماريو. مباشرة بعد حفل قص الشريط، قدم ماريو لضيفته الهامة بولين لعبة ميني ماريو، بينما في نفس الوقت، يقدم لها دونكي كونغ لعبة ميني دونكي كونغ. عندما تختار بولين لعبة ميني ماريو، يغضب دونكي كونغ وتندفع معها إلى السطح. ماريو، غير قادر على المتابعة، يرسل ألعاب ميني ماريو في السعي لإنقاذ بولين.
تشق ألعاب ميني ماريو طريقها عبر ثمانية طوابق، لكل منها تسع غرف مليئة بالتحديات، وتواجه دونكي كونغ في كل طابق. في النهاية، يصل ماريو وألعاب ميني ماريو إلى السطح ويهزمون دونكي كونغ. بعد ذلك، يشعر ماريو بالارتياح ليجد بولين آمنة وسليمة في غرفة صغيرة محاطة بالهدايا وتحمل كوبًا من الشاي. يدخل دونكي كونغ الغرفة، وهو يشعر بالندم على سلوكه، وتلتقط بولين لعبة ميني دونكي كونغ وتقبلها، مما يجعل دونكي كونغ يشعر بتحسن، مدركًا أنها قد سامحته.

## التقييم
| التقييم |                       |
| --- | --------------------- |
| مجموع النقاط المجموع نقاط ميتاكريتيك 76/100 [ 2 ] نتائج المراجعة نشرة نقاط إدج 7/10 [ 3 ] إلكترونك غيمينغ مونثلي 7.17/10 [ 4 ] يورو غيمر 7/10 [ 5 ] غيم إنفورمر 6/10 [ 6 ] غيم برو 4.25/5 [ 7 ] غيم سبوت 8.2/10 [ 8 ] غيم سباي [ 9 ] آي جي إن UK) 8.2/10) [ 10 ] US) 7/10) [ 11 ] نينتندو باور 7.5/10 [ 12 ] إكس-بلاي [ 13 ] سيدني مورنينغ هيرالد [ 14 ] |                       |
| مجموع النقاط |                       |
| المجموع | نقاط                  |
| ميتاكريتيك | 76/100                |
| نتائج المراجعة |                       |
| نشرة | نقاط                  |
| إدج | 7/10                  |
| إلكترونك غيمينغ مونثلي | 7.17/10               |
| يورو غيمر | 7/10                  |
| غيم إنفورمر | 6/10                  |
| غيم برو | 4.25/5                |
| غيم سبوت | 8.2/10                |
| غيم سباي | [ 9 ]                 |
| آي جي إن | UK) 8.2/10) US) 7/10) |
| نينتندو باور | 7.5/10                |
| إكس-بلاي | [ 13 ]                |
| سيدني مورنينغ هيرالد | [ 14 ]                |

تلقت اللعبة تقييمات «إيجابية» وفقًا لمجمع مراجعة ألعاب الفيديو ميتاكريتيك. اعتبارًا من 25 يوليو 2007، باعت اللعبة 1.24 مليون نسخة حول العالم.

## الملاحظات
1. ↑  تسمى في اليابان: マリオVSドンキーコング2 ミニミニ大行進!.